# Hallstatt
Hallstatt település  Felső-Ausztria Gmundeni járásában. 2018 januárjában 778 lakosa volt.
A település a Hallstatti-tó partján fekszik. Róla nevezték el a vaskori prekelta hallstatti kultúrát, amely már kiaknázta a közeli hegyen található sóbányát. A festői fekvésű kisváros ma szinte teljesen a turizmusból él és része a világörökséghez tartozó Hallstatt–dachsteini kultúrtájnak.  

## Fekvése

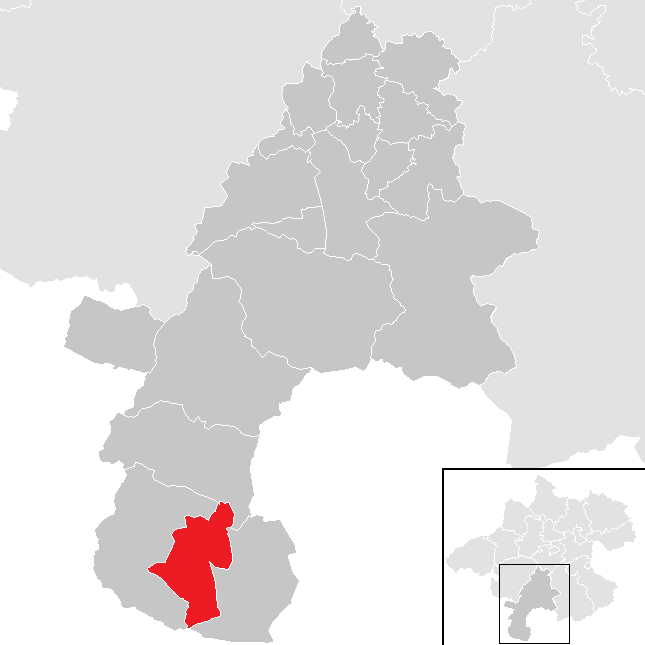
Hallstatt a Gmundeni járásban

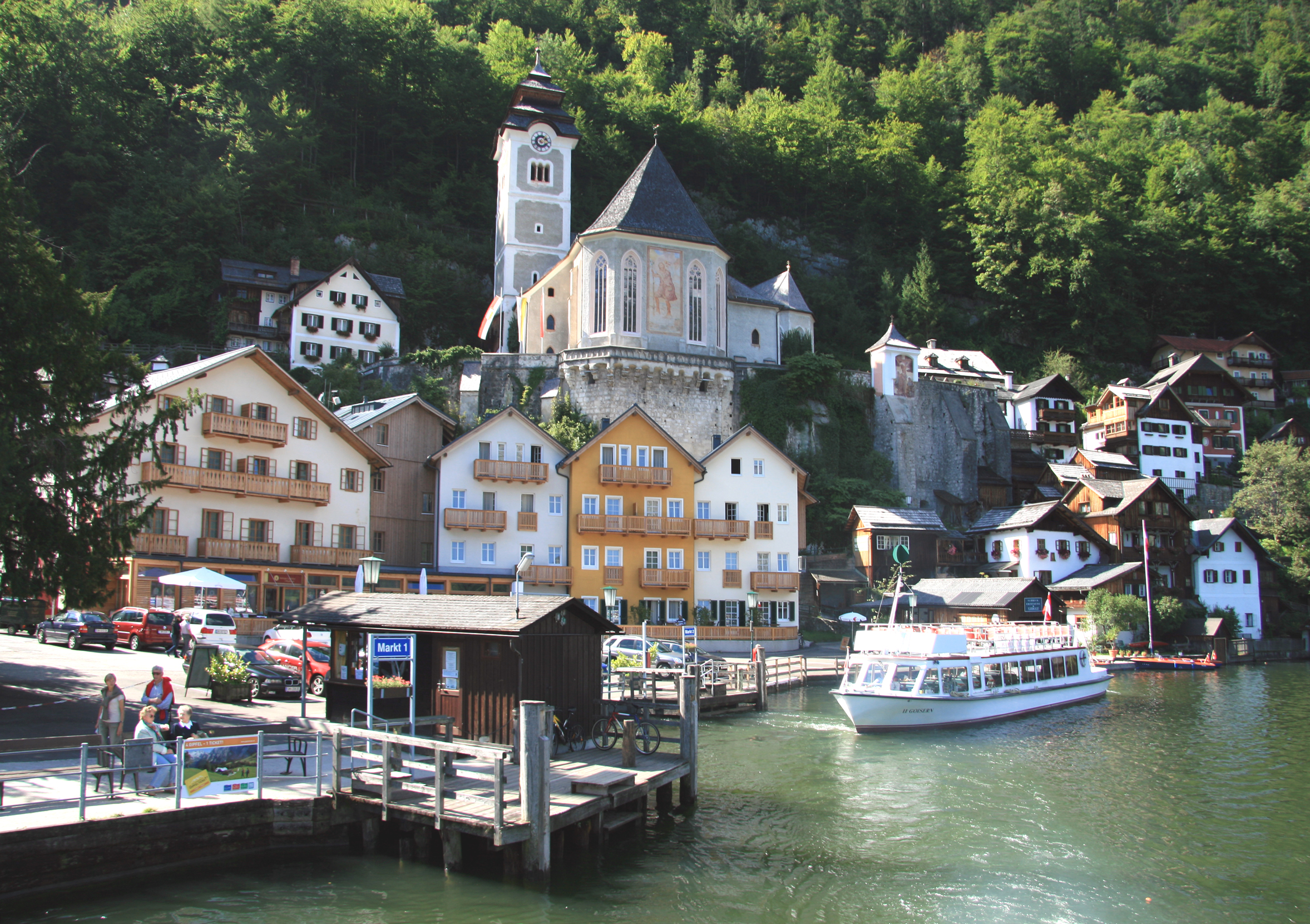
Hallstatt katolikus temploma

Hallstatt Felső-Ausztria Traunviertel régiójában fekszik, a Salzkammergut területén, a Hallstatti-tó délnyugati partján, a Dachstein-hegységtől északra. A tópart és a közeli hegyek között csak egy keskeny sáv építhető be, a házak egy része meredek lejtőre, mások a tófenékbe vert cölöpökre épültek. Jelentősebb folyóvizei a Waldbach, a Gosaubach és a Mühlbach. Területének 34,8%-a erdő. A mezővárosi önkormányzathoz 4 település, illetve településrész tartozik: Gosauzwang (vagy Gosaumühle) (10 lakos 2018-ban), Hallstatt (310 lakos), Lahn (458 lakos), Salzberg (0 lakos).

### Környező települések
A környező önkormányzatok: nyugatra Gosau, északra Bad Goisern am Hallstättersee, keletre Obertraun, délre Ramsau am Dachstein (Stájerország).

## Közlekedés
A városka közlekedését a tóparti szűk földrajzi elhelyezkedése határozta meg évszázadokig. A település sokáig csak öszvérrel és víziúton volt elérhető. Az első útkapcsolat csak 1875-ben épült ki, miután a korábban az út kiépítési próbálkozásokat népszavazáson elutasították.
Ma is hajójáratok közlekednek a tó partján, érintve Hallstatt több pontját is.
1966-ban megnyílt a település melletti, azt tehermentesítő alagút, melynek galériáiban parkolókat is kialakítottak. A galériát gyalogúttal kapcsolták a faluhoz.
A vasútállomását 1877. október 23-án adták át a településsel szemközt a Salzkammergut vasútvonal mentén. A vasútállomás és Hallstatt között hajójárat közlekedik, amely egyben az 1990-es évekig az egyetlen hajón üzemelő postajárat volt Ausztriában. Ma már autóval történik  a postai szolgáltatás. Vasútvonala egyvágányú, villamosított.
Parkolásra a településen 4 fizető parkoló van kijelölve (2017-ben 3,5 euró/óra). A férőhelyek kihasználtságát a digitális kijelzőkkel ellátott táblák mutatják. A város területét sorompóval védik, ahová csak időszakosan az ott lakók és árufeltöltés céljára lehet behajtani. A távolabbi parkolóból kisbusz szállítja be az autósokat a településre. Az autóbuszok számára a településközpont déli végén buszparkolót alakítottak (2017-ben 30 euró/nap, de a városban éjszakázók számára ingyenes). Fizető parkoló van kialakítva a már említett alagút galériáiban is.
A Salzbergwerk és a P2 jelű parkoló között kábelvasút közlekedik.

## Története
Az ember legrégebbi nyoma Hallstatt területéről egy kb. i.e. 5000-ből származó újkőkori kőbalta. 1846-ban Johann Georg Ramsauer bányatisztviselő vaskori temetőre bukkant a hallstatti sóbánya mellett. Ásatásai során 1045 sírt tárt fel, bár a temetőhöz tartozó település helye ma sem ismert; lehetséges, hogy a mai város alatt volt. A későbbi feltárások 1300-ra növelték a sírok számát, bennük mintegy 2 ezer személlyel. A sírmellékletek száma és értéke erősen változó, de kiugróan gazdag "fejedelmi sírt" nem találtak.  
|     | dátum i.e. |
| --- | ---------- |
| HaA | 1200-1000  |
| HaB | 1000-800   |
| HaC | 800-650    |
| HaD | 650-475    |

A helybeliek az újkőkori idők óta ismert sóbányát termelték ki. A bányában számos használati eszközük jó állapotban maradt meg: textíliák, cipők, szerszámok.
A sírok az i.e. 1200 – i.e. 500 közötti időszakból származnak, amelyet a régészek négy fázisra osztanak fel.

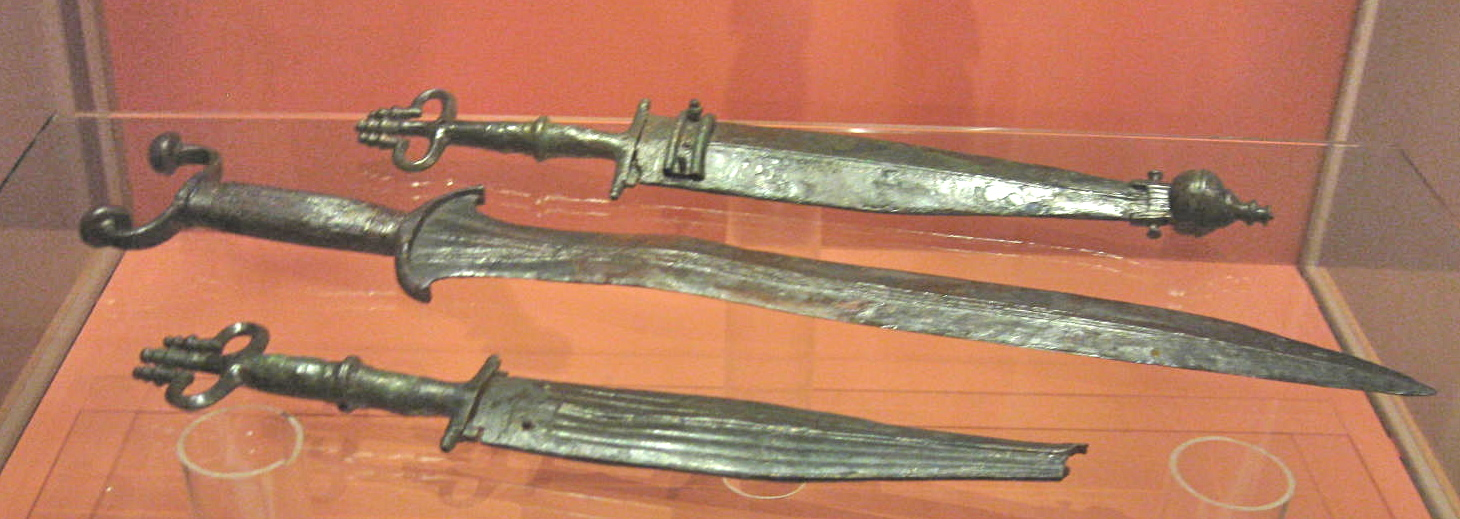
"Antennamarkolatú" Hallstatt D kardok

A Hallstatt A és B a bronzkori urnamezős kultúrához tartozik. Az A fázist érezhetően befolyásolta az itáliai villanova-kultúra. A sírok egyszerűek, míg a B fázisban már elterjedtek a halomsírok és gyakori a halottégetés. A jellegzetes "hallstatti időszak" a kora vaskori C és D fázisra korlátozódik. A C fázisban megjelentek a vaskardok és a temetkezés módja elföldelésre változott. A településről elnevezett hallstatti kultúra keleti és nyugati zónája ebben a régióban találkozott. A Hallstatt D a kelta La Tène-kultúrává fejlődött tovább.
Az utolsó sírok i.e. 500 körülről származnak, majd ismeretlen okból felhagytak a temető használatával. Néhány sírt kiraboltak, feltehetően ebben az időszakban. A bánya aknái ekkor már igen mélyre nyúltak és a sót ekkoriban már inkább a közeli halleini bányában termelték ki.
A római kori és kora középkori időszakról nincsenek információink. 1311-ben Hallstattot Erzsébet, I. Albert király felesége mezővárosi jogokkal ruházta fel, ami mutatja gazdasági jelentőségét. 1595-ben 13 ezer db kivájt fatörzsből 40 km-es csővezetéket építettek ki (a világ legrégebbi, ma is működő csővezetékét), amelyben a vízzel kevert sót továbbították Ebenseebe.
1890-ben a tó nyugati partja mentén, helyenként sziklarobbantással megépült a Hallstattba vezető út. A település addig csak hajóval vagy keskeny hegyi ösvényeken volt elérhető. A 20. századtól kezdve az idegenforgalom vált a helyi gazdaság fő húzóágazatává. Ma évente kb. 70 ezer turista tölti az éjszakát Hallstattban, de a teljes forgalom ennél jóval nagyobb, 600-900 ezer közötti. Elsősorban a kínaiak között népszerű a kisváros. 2012-ben egy kínai bányavállalat elkezdte megépíteni Hallstatt óvárosának mását.

## Lakosság
A hallstatti önkormányzat területén 2018 januárjában 778 fő élt. A lakosságszám 1951-ben érte el csúcspontját 1422 fővel, azóta csökkenő tendenciát mutat. 2016-ban a helybeliek 86,2%-a volt osztrák állampolgár; a külföldiek közül 3,9% a régi (2004 előtti), 7,6% az új EU-tagállamokból érkezett. 1,7% a volt Jugoszlávia (Szlovénia és Horvátország nélkül) vagy Törökország, 0,6% egyéb országok polgára. 2001-ben a lakosok 62,9%-a római katolikusnak, 25,5% evangélikusnak, 10% pedig felekezeten kívülinek vallotta magát. Ugyanekkor 6 magyar élt a mezővárosban.
| 2016 | 758 |
| 2018 | 778 |

## Látnivalók
A kisváros 1997 óta az UNESCO Világörökségének része. 
- a Szűz Mária mennybevétele plébániatemplom 1505-ban készült el, tornya az előző, 1320-ban épült templomból maradt meg. A kéthajós épület jobb hajójában található késő gótikus szárnyas oltár 1515-ben készült. A bal hajó oltára valamivel régebbi, 15. századi. Ennek négy szárnypaneljét 1987-ben ellopták. A műtárgyakat 30 évvel később találták meg Olaszországban és 2017-ben visszaszolgáltatták Ausztriának.[11]
- a templom északi oldalán található a temető és egy kis, 16. századi csontház. A szűkös temető miatt a holtakat 20-30 év után exhumálták, csontjaikat kifehérítették és dekorálták. A koponyákra ráfestették az elhunyt nevét, születésének és halálának évét, valamint kereszteket, tölgylombot, virágokat. Összesen 610 koponya található a csontkamrában.
- a tóparti evangélikus templom 1863-ban készült el.
- a Hallstatti múzeumban található Ausztriában a Bécsi Természetrajzi Múzeum után a hallstatti kultúra leggazdagabb kiállítása.
- a vaskori temető és a világ legrégebbi ismert sóbányája a város fölötti hegyen található, ahova gyalogösvény és a Salzbergbahn vezet fel. A bánya vezetett csoportokban látogatható.
- az úrnapi körmenetet 1623 óta minden évben megtartják a tó partján.
- 1987 óta május első hétvégéjén rendezik meg a halstatti félmaraton futóversenyt.
- a Hallstatt Kulturell nyári zenei fesztivál keddenkénti koncertje ingyen látogatható.
- a Salzkammerguti Mozartfesztivált július-augusztusban tartják
- 2011 óta rendezik a hallstatti úszómaratont
- a helyszűke miatt a házak falához sok helyütt gyümölcsfákat ültettek és felfuttatták azokat a falon

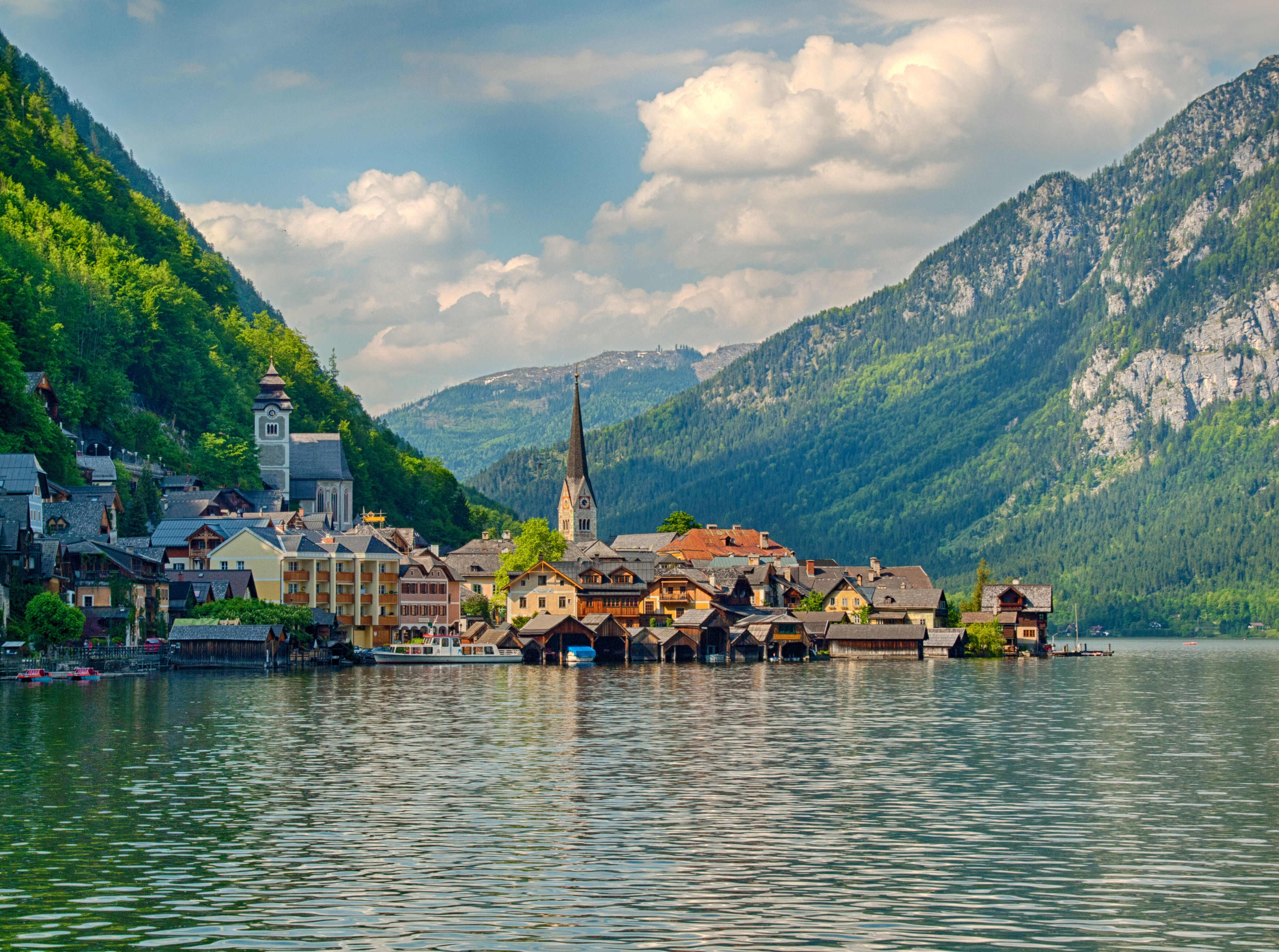
Hallstatt látképe
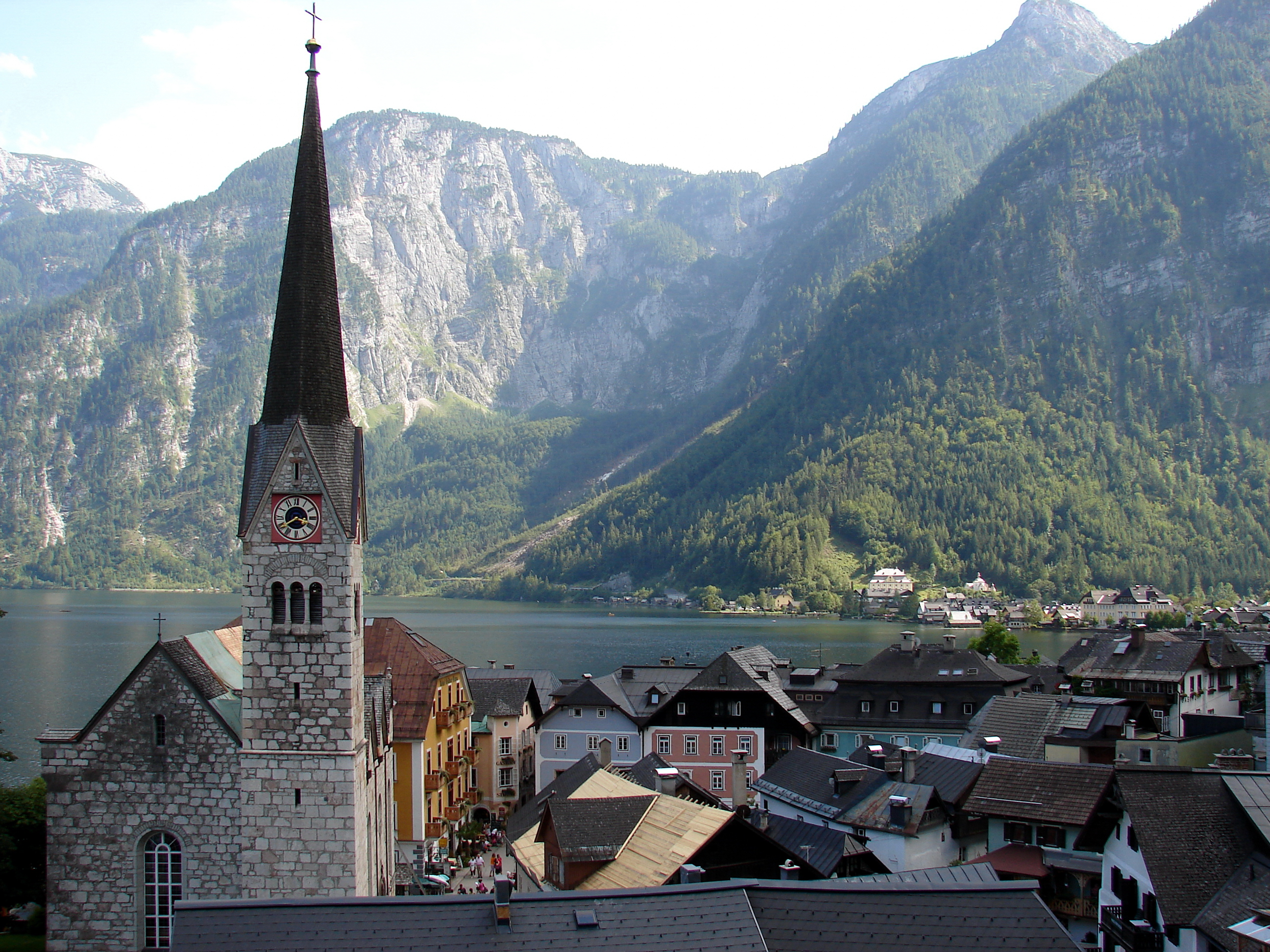
Az evangélikus templom
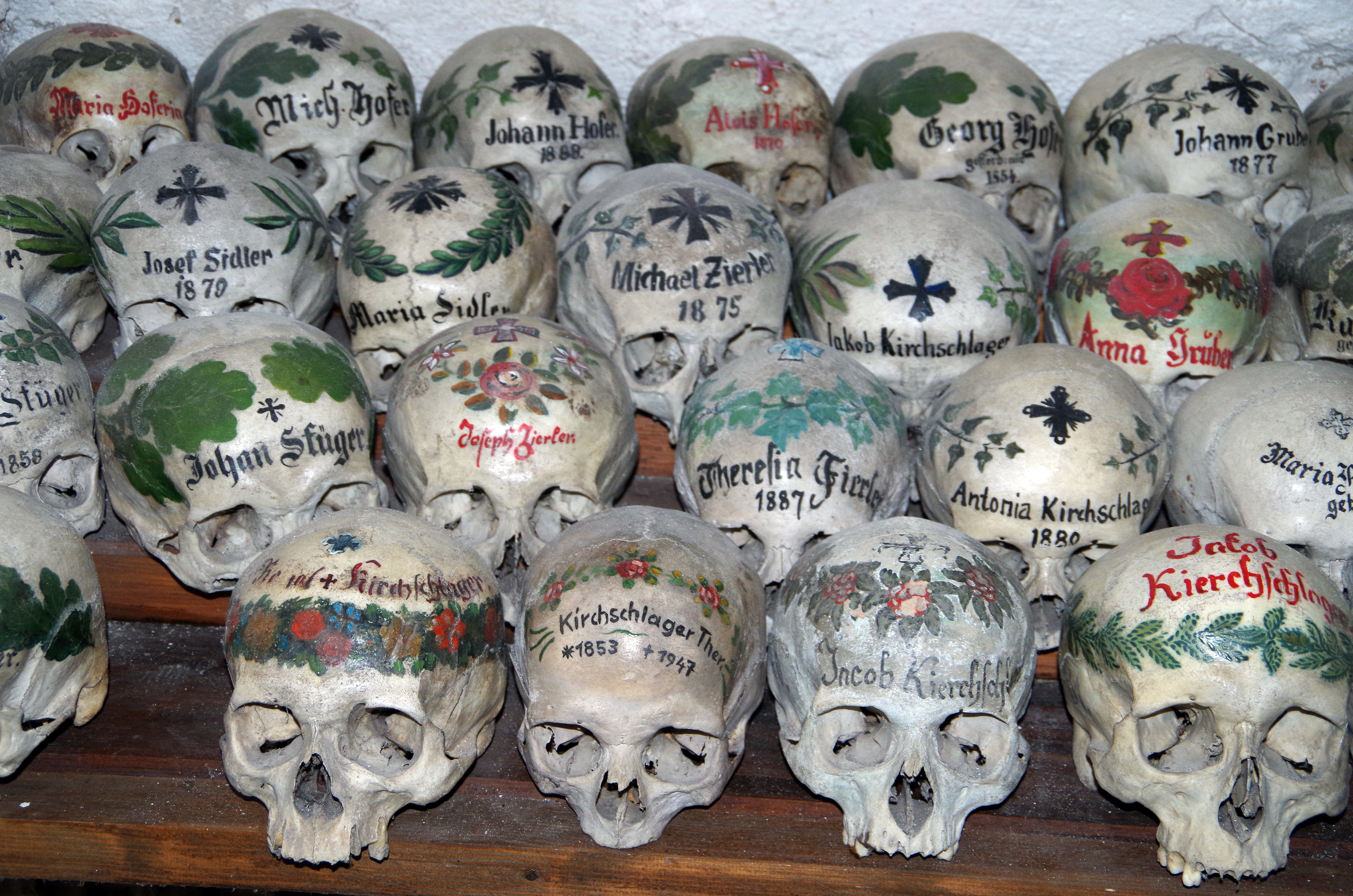
A csontház dekorált koponyái
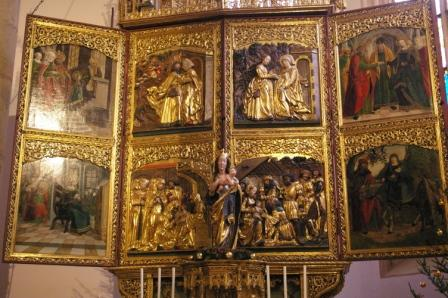
A katolikus templom Mária-oltára
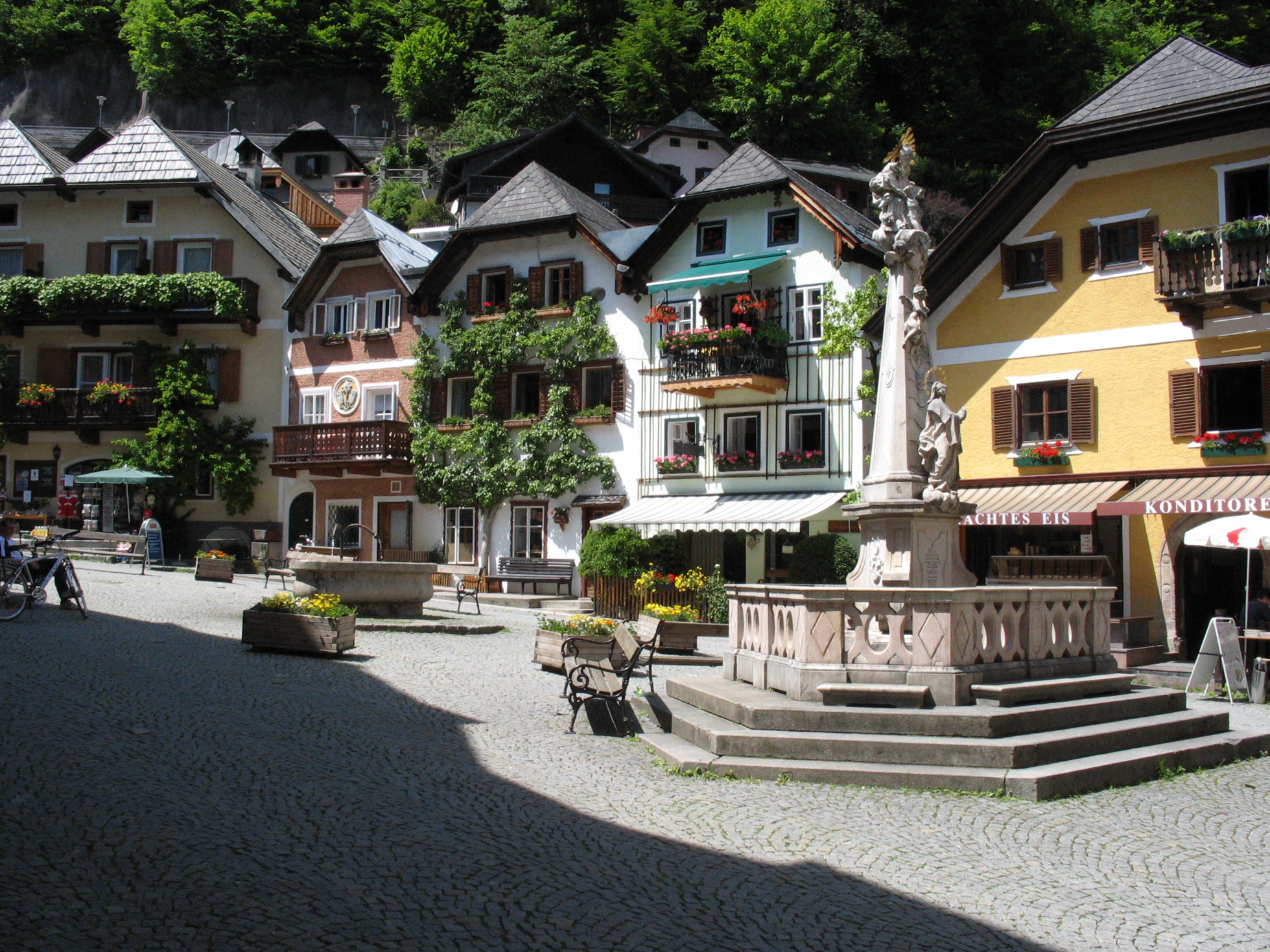
A főtér
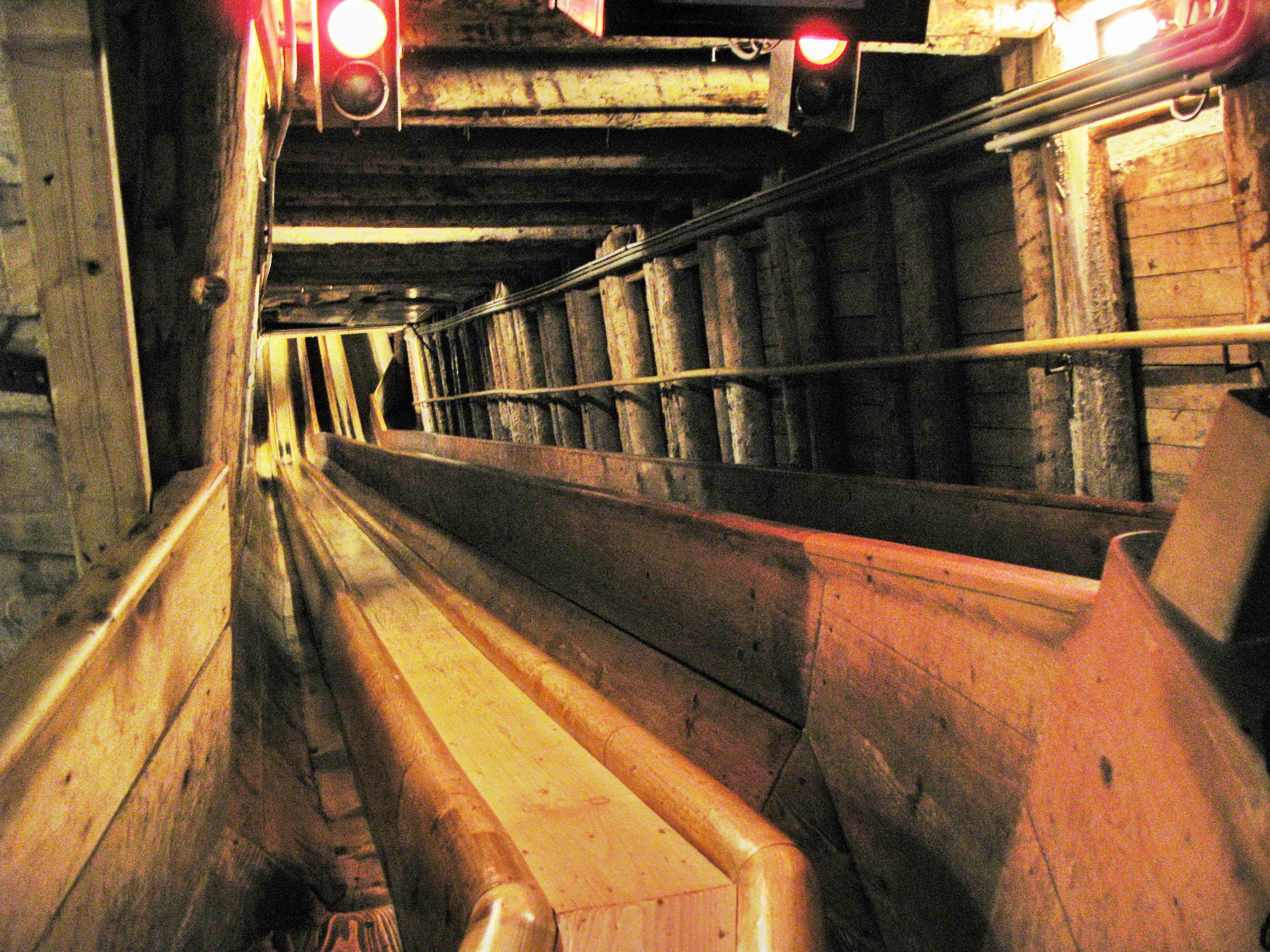
A sóbánya csúszdája
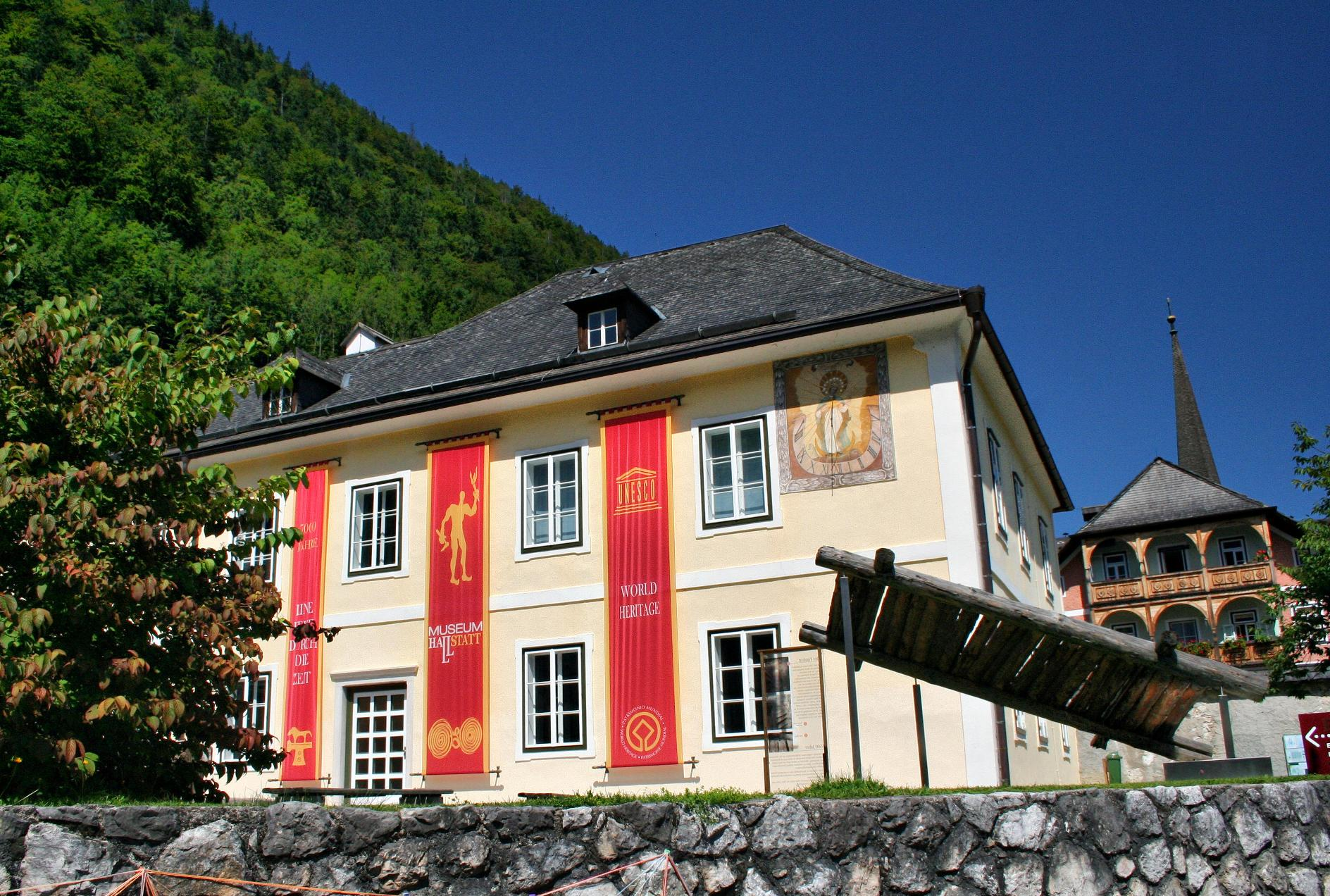
A Halstatti múzeum

## Testvértelepülései
- Hallstadt (Németország)

## Fordítás
- Ez a szócikk részben vagy egészben  a   Hallstatt című német Wikipédia-szócikk ezen változatának fordításán alapul.  Az eredeti cikk szerkesztőit annak laptörténete sorolja fel. Ez a jelzés csupán a megfogalmazás eredetét és a szerzői jogokat jelzi, nem szolgál a cikkben szereplő információk forrásmegjelöléseként.